# Veľké Ostré
Veľké Ostré je přírodní památka v katastrálním území obce Radoľa v okrese Kysucké Nové Mesto v Žilinském kraji na Slovensku. Území bylo vyhlášeno v roce 1973 a jeho rozloha je 0,05 hektaru. Předmětem ochrany je skalní hradba vrstev druhohorních vápenců bradlového pásma se stopami selektivního zvětrávání.